# Isabelle Chevalley

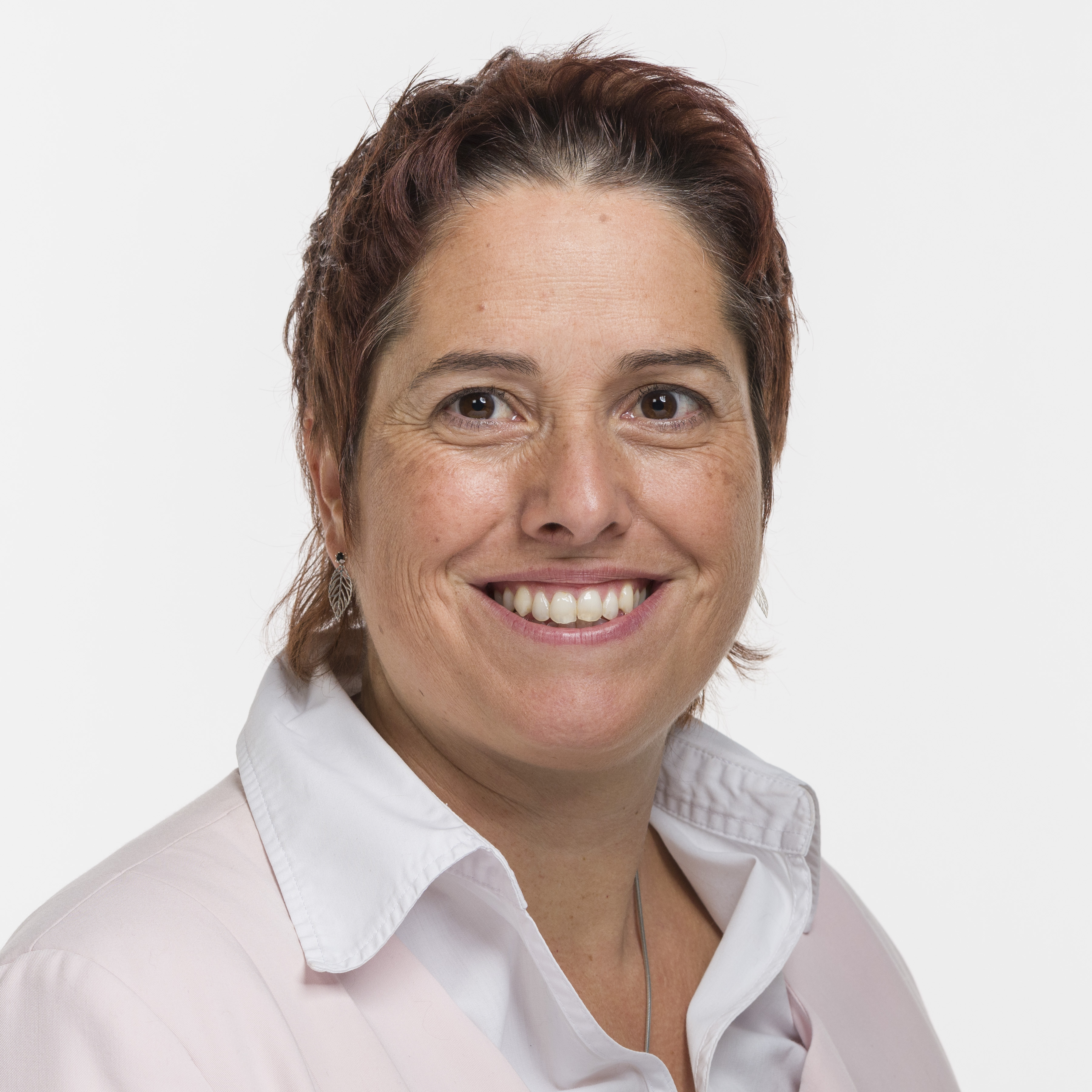
Isabelle Chevalley (2019)

Isabelle Chevalley (* 13. April 1972 in Aubonne; heimatberechtigt in Denezy) ist eine Schweizer Politikerin (GLP).
Chevalley hat an der Universität Lausanne Chemie studiert und ihren Doktortitel erworben. Ab den Schweizer Parlamentswahlen 2011 gehörte sie bis 2021 dem Nationalrat an. Sie setzte sich dort unter anderem gegen Lebensmittelverschwendung ein. Zuvor war sie ab 2008 im Grossen Rat des Kantons Waadt. Ferner war sie Vizepräsidentin der GLP Waadt und bis 2021 Vizepräsidentin der GLP Schweiz.

## Publikationen
- Isabelle Chevalley, Andrew Marston, Kurt Hostettmann: Liquid chromatography—Electrospray mass spectrometry for detection and isolation of an antifungal acetophenone from Ribes rubrum (Saxifragaceae). In: Chromatographia. 54, 2001, S. 274, doi:10.1007/BF02492257.
- Isabelle Chevalley, Andrew Marston, Kurt Hostettmann: New Phenolic Radical Scavengers from Saxifraga Cuneifolia. In: Pharmaceutical Biology. 38, 2000, S. 222, doi:10.1076/1388-0209(200007)3831-SFT222.
- Isabelle Chevalley, Andrew Marston, Kurt Hostettmann: A new gallic acid fructose ester from Saxifraga stellaris. In: Phytochemistry. 50, 1999, S. 151, doi:10.1016/S0031-9422(98)00496-8.